# 代米迪夫卡

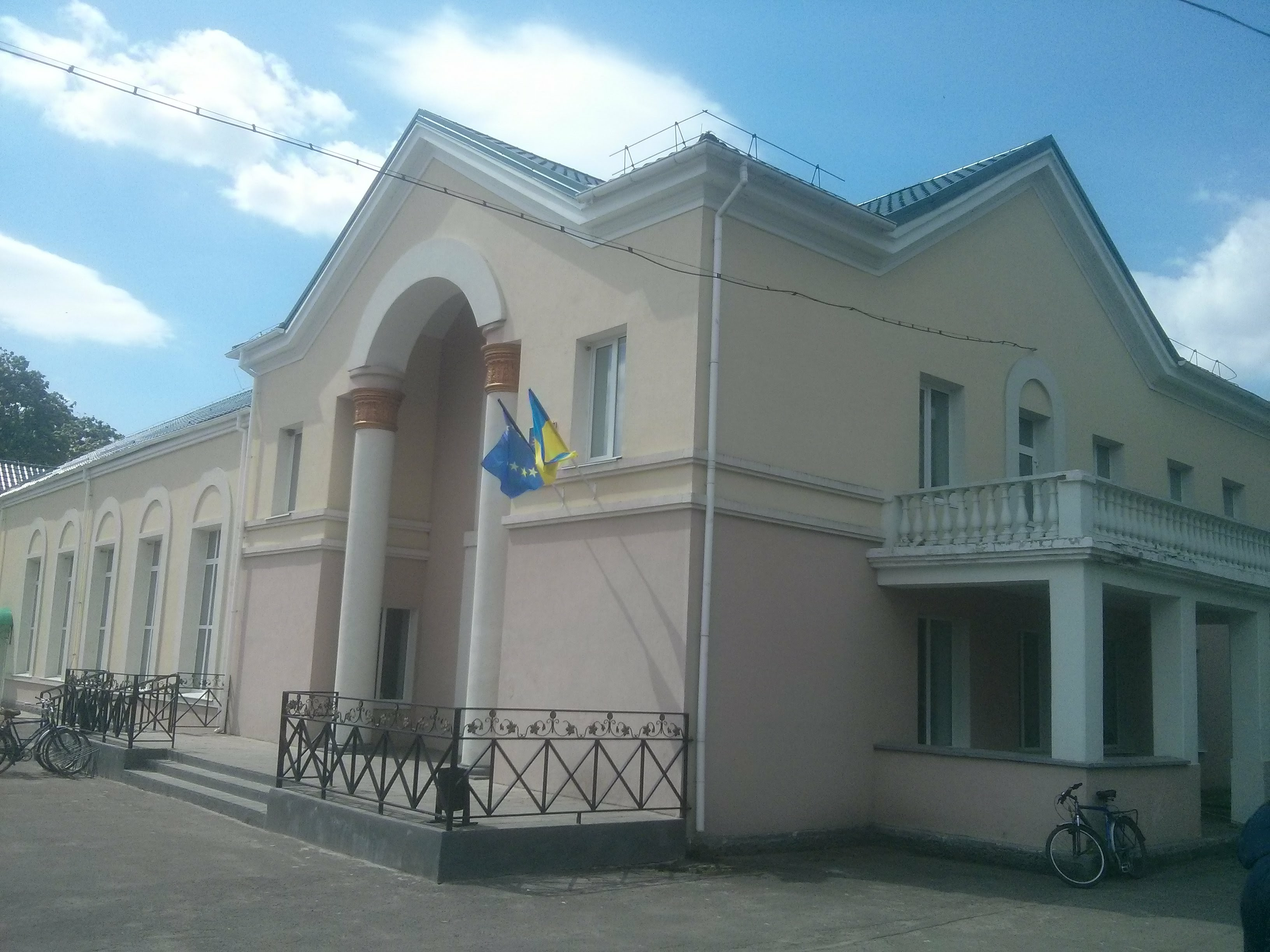
文化宫

代米迪夫卡（烏克蘭語：Демидівка），是烏克蘭西北部羅夫諾州杜布諾區代米迪夫卡市镇内的市级鎮及其行政中心。曾是原代米迪夫卡区的行政中心。始建於1566年，面積16.89平方公里，海拔高度200米，2015年人口2,599，人口密度每平方公里153.88人。